# Юго-Восток (Караганда)
Юго-Восток (каз. Оңтүстік-Шығыс) — полуофициальный район в городе Караганда. Расположен в юго-восточной части города. Административно входит в Казыбекбийский район. Новейший район города Караганда.

## История
В 1966 году ЦНИИП градостроительства (архитекторы А. Хохлов и В. Шквариков) разрабатывается новый генеральный план развития Караганды на 650—700 тысяч жителей, который был утверждён в 1968 году. В ноябре 1968 года был утверждён новый генеральный план Караганды. Его выполнили в Москве. План определял застройку именно юго-восточной части областного центра, так как под этой территорией нет угля.
22 мая 1971 года заложили фундаменты первых пятиэтажных домов со встроенными магазинами. Так же были заложены школа и детский сад. Эти здания вошли в 28 микрорайон, первые жильцы въехали в дома зимой 1972 года.

## Деление
Мкр: 27, 28, 29, 30, Степной-1, Степной-2, Степной-3, Степной-4, Гульдер-1, Гульдер-2, Орбита-1, Орбита-2, Кунгей (коттеджный микрорайон, также называется Дворянское гнездо).

## Улицы
Автобусные улицы:
1. Бухар-жырау
2. Университетская
3. Язева
4. Строителей
5. Республики
6. Шахтёров
7. Гапеева
8. Дюсембекова
9. Муканова
10. Букетова
11. Жаукенова
12. Махонько
13. Сарыарка

## План развития
По плану развития города Новый центр города будет расположен на Юго-Востоке. В районе сейчас ведётся интенсивное жилищно-гражданское строительство, он становится местом формирования нового современного центра Караганды. Общественный и административно-деловой областной центр переместится в новый район застройки юго-восточной части города (45 га) — между Спасским шоссе и 7-й магистралью. Здесь же будет строиться крупный бизнес-центр, областной Центр диалога и общественного согласия.

## Досуг
В районе расположены парки: Этнопарк (Караганда), Парк Победы (Караганда),
Памятники: Памятник воинам-интернационалистам (Караганда)
Храмы: Карагандинская областная мечеть, Свято-Введенский собор (Караганда), Собор Пресвятой Девы Марии Фатимской (Караганда)

## Образование
В районе находится не достроенный КарГУград.